# 2016 WF9
2016 WF9 2016 WF9 là một tiểu hành tinh Apollo (NEO, PHA). Tiểu hành tinh là hơi tối, và có thể là một sao chổi, nhưng không có bụi và khí đám mây giống sao chổi. Nó được phát hiện vào ngày 27 Tháng 11 năm 2016 bởi NEOWISE, tiểu phần săn sao chổi và hành tinh sứ mệnh tàu thăm dò không gian hồng ngoại phổ rộng (WISE 2016 WF9. Theo NEOWISE, "2016 WF9 có thể có nguồn gốc của sao chổi. Vật thể này cho thấy rằng ranh giới giữa các tiểu hành tinh và sao chổi là không rõ ràng; có lẽ theo thời gian đối tượng này đã bị mất phần lớn các chất dễ bay hơi mà nán lại trên hoặc dưới bề mặt của nó. " 2016 WF9 là khoảng 0,5-1,0 km (0,3-0,6 mi) qua như vậy là "tương đối lớn" cho một vật thể đi gần Trái Đất.

## Tiếp cận 2017
2016 WF9 sẽ bay qua Trái Đất vào ngày 25 tháng 2 năm 2017 ở khoảng cách 0,3407 AU (50.970.000 km; 31.670.000 mi). Và không được coi là một mối đe dọa trong tương lai gần. Tiếp cận 2017 sẽ không mang lại cho nó đặc biệt gần Trái Đất. Trong tháng 12 năm 1944 nó vượt qua khoảng 0,19 AU (28.000.000 km; 18.000.000 mi) từ Trái Đất và trong tháng 2 năm 2149 nó sẽ vượt qua khoảng 0,06 AU (9.000.000 km; 5.600.000 mi) từ Trái Đất.

## Phát hiện
Khi 2016 WF9 lần đầu tiên được công bố và có một không đáng kể hồ quang quan sát ngắn 3 ngày, người ta ước tính có một chu kỳ quỹ đạo 7,6 năm. Các quỹ đạo ban đầu cũng được niêm yết tại bảng rủi ro Sentry JPL, nhưng không có ngày ảnh hưởng ảo nào trong số những ngày tác động ảo là trước 2029. Khi khoảng thời gian quan sát trở nên dài hơn và các thông số quỹ đạo hạn chế tốt hơn, nó đã được gỡ bỏ từ Bảng Sentry rủi ro về ngày 20 tháng 12 năm 2016. Với một hồ quang quan sát 111 ngày, nay người ta biết rằng nó có một chu kỳ quỹ đạo 4,86 năm và hiện đang ở bên trong quỹ đạo của Sao Mộc.
Một mô phỏng động lực học2016 WF9 trong khoảng thời gian 100 triệu ngày (~ 274.000 năm) cho thấy rằng nó đã có khoảng 60% cơ hội có nguồn gốc từ hệ thống năng lượng mặt trời bên ngoài như một sao chổi thời gian dài.

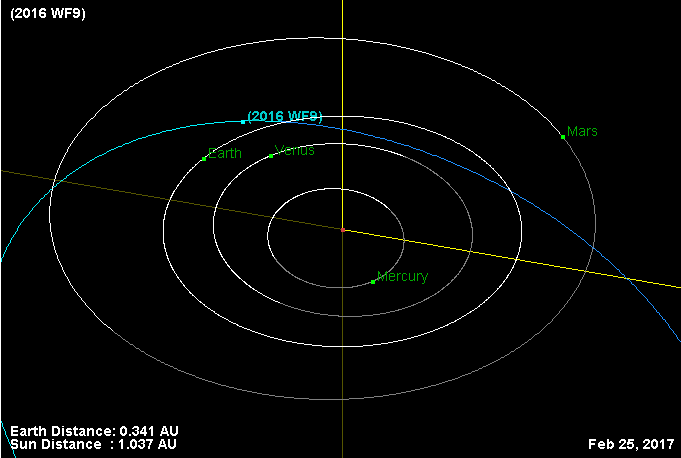
Quỹ đạo của ngày 25 tháng 2 năm 2017, tiếp cận gần Trái Đất nhất.